# Герард ван Кюлен
Герард ван Кюлен (нід. Gerard van Keulen; *1678-†1726) — голландський картограф, син відомого картографа Йоганна ван Кюлена (Johannes van Keulen; 1654—1715)..

## Карти України
1710 р. Герард ван Кюлен в Амстердамі, опублікував карту Польщі «REGNI POLONIÆ et DUCATUS LITHUANIÆ,». Правобережна та Лівобережна Україна — Ukrania (Україна). До України належить Волинь (Volhinia). Західна Україна — Червона Русь (Russia Rubra) в межах якої виділено Покуття (Pokutia). Окремо виділено Поділля (Podolia)..